# Elisabeth-Anna-Palais

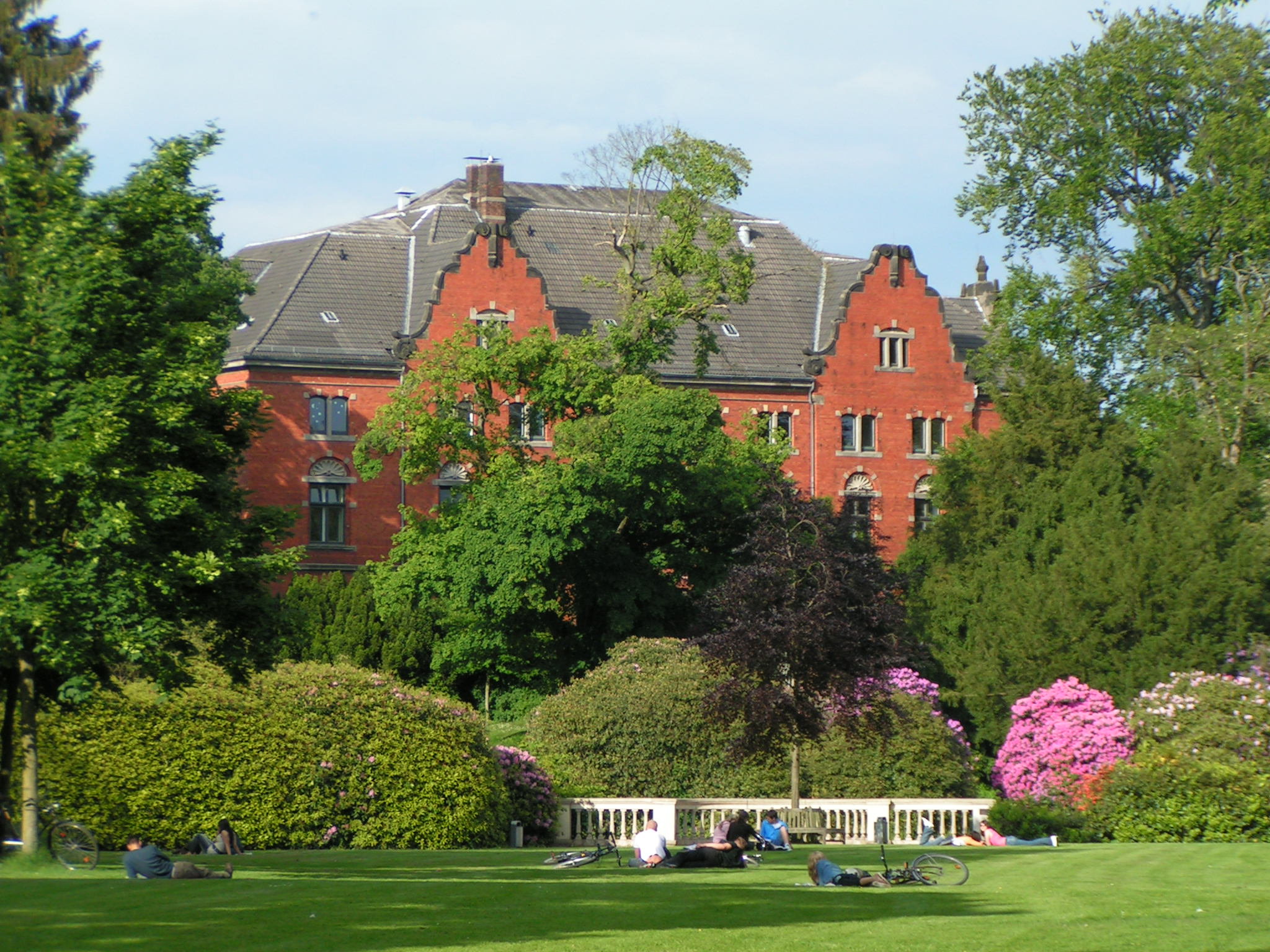
Ansicht vom Schlossgarten, 2006

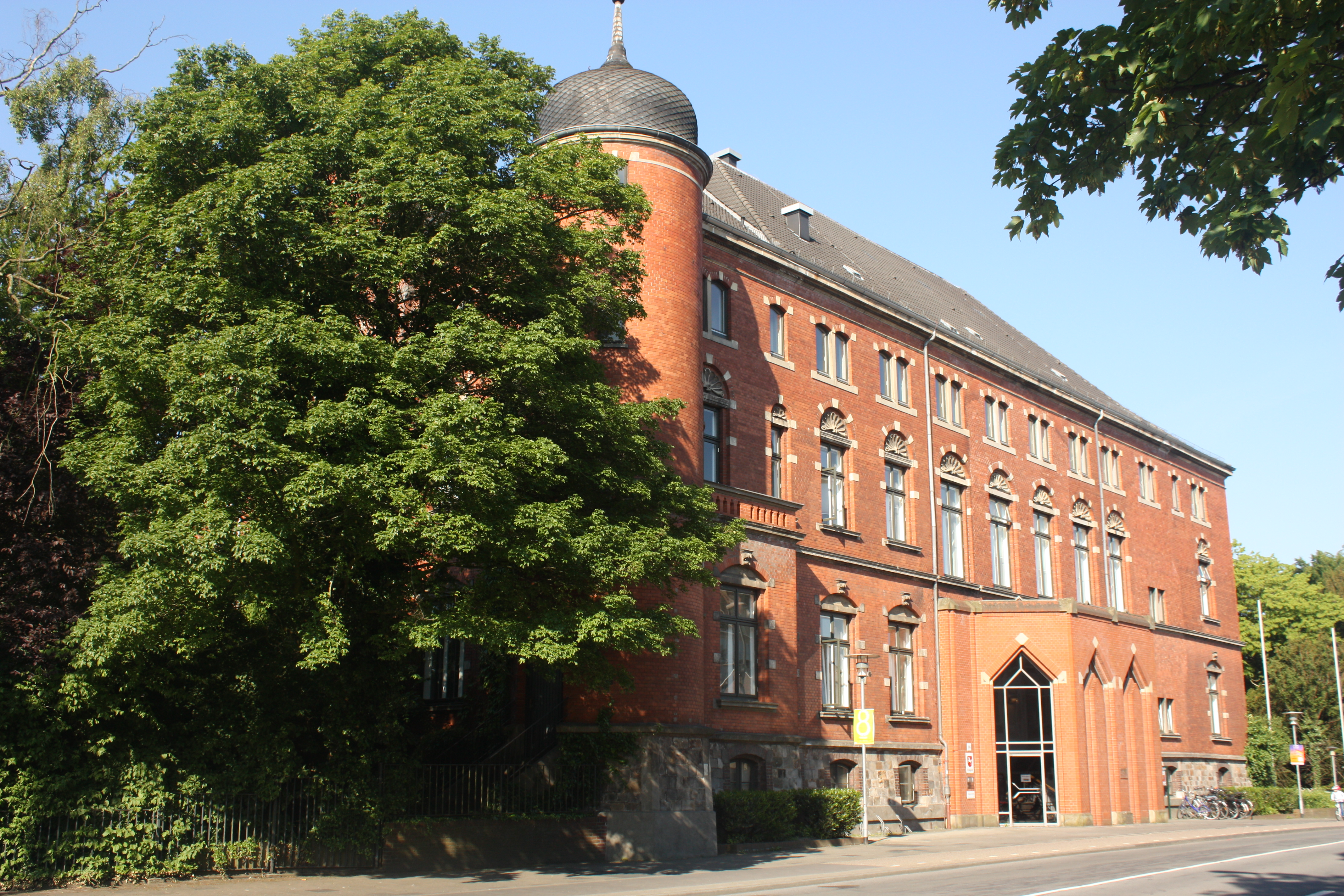

Das Elisabeth-Anna-Palais ist ein Profanbau in Oldenburg, Niedersachsen.

## Gebäude
Das Gebäude wurde mit roten Ziegeln gemauert, trägt viele Verzierungen und  Merkmale der Renaissance. Hierbei fällt besonders die Orientierung an der, für Nordwestdeutschland üblichen, Weserrenaissance auf. An der südöstlichen Ecke (heute am Eingang links) ragt ein Turm empor, der mit einem Zwiebeldach abschließt. Dieser korrespondiert durch sein Aussehen mit dem südlichen Turm des Oldenburger Schlosses und betont damit die Zugehörigkeit zum Residenzensamble. Auf der östlichen, zum Schloss gewandten Seite gab es einen großen Zusatzbau, der als Küchentrakt fungierte.

## Geschichte
Das Elisabeth-Anna-Palais wurde im Auftrag des letzten Oldenburger Großherzogs Friedrich August nach den Plänen des Oberbaurates Ludwig Freese erbaut. Für gewöhnlich residierte die herzogliche Familie im Oldenburger Schloss. Friedrich August (der erst 1900 amtierender Großherzog wurde), ließ sich aber im Schlossgarten (heute in der Linie zwischen Schloss und Augusteum) ein neues Domizil bauen. Ursprünglich wurde es als „Erbgroßherzogliches Palais“ bezeichnet. Die ersten Entwürfe aus dem Sommer 1894 sahen vor, den Bau deutlich näher am Oldenburger Schloss zu errichten. Eine Brücke über den Schlossplatz sollten das Schloss und das Palais miteinander verbinden. Auf der Brücke war eine Gemäldegalerie vorgesehen. Die Pläne wurden allerdings verworfen zugunsten des heutigen, weiter nach Südwesten verlagerten Standorts, stärker eingebettet in den Schlossgarten.
Die Bauzeit dauerte von 1894 bis 1896. Während dieser Zeit starb seine Gattin Elisabeth Anna von Preußen (1857–1895), die Tochter von Friedrich Karl Nikolaus von Preußen (1828–1885). Ihr zu Ehren erhielt das Palais seinen jetzigen Namen. Am 24. Oktober 1896 zog Friedrich August mit seiner zweiten Gemahlin Elisabeth Alexandrine Mathilde von Mecklenburg-Schwerin (1869–1955), der Tochter von Großherzog Friedrich Franz II. (1823–1883) und seiner Familie in die neue Residenz.
Nachdem der Großherzog am 8. November 1918 von versprengten Revolutionären genötigt worden war, auf dem Schloss wie auf dem Elisabeth-Anna-Palais die rote Fahne zu hissen, verzichtete er drei Tage später auf den Thron und zog sich nach Rastede auf sein Schloss zurück.
Das Elisabeth-Anna-Palais ging in Staatseigentum über, eine Entschädigung des Großherzoges erfolgt erst erheblich später.
Das Palais diente in der Folgezeit als Wohnhaus. In der Küche wurde eine sogenannte Geusenküche betrieben, in der Speisungen von Armen erfolgten. Die Nationalsozialisten führten diese Küche später weiter und nutzten die repräsentativen Räume des Palais für Trauungen von Parteimitgliedern.
Nach Kriegsende nutzten Engländer und Kanadiern das Haus als Kasino und für Schulungen.
Als die Besatzungsmächte das Gebäude nicht mehr benötigten, prüfte das Staatshochbauamt die weitere Verwendung. In diesen Plänen war eine Nutzung durch das Oberlandesgericht Oldenburg vorgesehen. Diese Pläne wurden aber fallen gelassen. Nach geringen Umbauten bezog das Sozialgericht Oldenburg mit seiner Gründung im Jahr 1954 das Gebäude und hat dort bis heute seinen Sitz.
Die obere Etage wurde durch wechselnde Behörden genutzt (Katasteramt, Gewerbeaufsichtsamt, Amt für Agrarstruktur, Grundbuchumstellungszentrum).
Heute wird das Gebäude teilweise durch das Oberlandesgericht Oldenburg mit genutzt.
Eine gravierende bauliche Veränderung fand im Jahr 1963 statt. Im Zuge des Baues des Schloßwalles wurde der Küchenflügel des Palais abgerissen und durch eine Betonquader als Eingang ersetzt. Im Zuge des Abrisses des Küchenflügels wurde auch die unterirdische Verbindung zum Pulverturm, der früher als Eiskeller diente, zugeschüttet. Der Wintergarten an der Südwestseite zum Schlossgarten wurde ebenfalls zugunsten von Parkplätzen abgerissen.
In den 80er Jahren wurde das Palais mit einem barrierefreien Zugang und einem Fahrstuhl ausgestattet, der Eingang wurde neu errichtet und stilistisch an das Gebäude angepasst.